# アムール大学
アムール大学（あむーるだいがく、英語: Amur State University、公用語表記: Амурский государственный университет）は、ロシア連邦アムール州ブラゴヴェシチェンスクに本部を置くロシア連邦の国立大学。1975年創立、1975年大学設置。

## キャンパス・施設
学生数は約7000人。

## 学部
- 数学・コンピュータ科学部
- エンジニアリング・物理学部
- 電気工学部（動力工学部）
- 国際関係学部
- 文献学部
- 法学部
- 社会学部
- 経済学部
- 実用美術学部
- 継続教育（社会人教育）学部